# Нижньовартовськ (аеропорт)
Міжнародний аеропорт Нижньовартовськ (IATA: NJC, ICAO: USNN) - міжнародний цивільний аеропорт федерального значення, розташований за 4 км на північний захід від міста Нижньовартовськ, Росія.

## Приймаємі типи повітряних суден
Ан-12, Ан-24, Ан-26, Ан-28, Ан-30, Ан-32, Ан-72, Ан-74, Ан-124, Ан-148, Ил-62, Ил-76, Ил-86, Ил-96, Ил-114, Ту-134, Ту-154, Ту-204, Ту-214, Як-40, Як-42, Airbus A310, Airbus A319, Airbus A320, Airbus A321, Airbus A330(-200,-300), Airbus A340, ATR 42, ATR 72, Boeing 737(-200,-300,-400,-500,-700,-800), Boeing 747(-300,-400), Boeing 757-200, Boeing 767(-200,-300), Boeing 777(-200,-300), Bombardier CRJ 100/200, DC-10, DC-30, Embraer EMB 120 Brasilia, MD-11F, MD-82, Sukhoi Superjet 100, Pilatus PC-12, SAAB-340, Cessna 208 і більш легкі, вертольоти  всіх типів.

## Авіалінії та напрямки, листопад 2020
| Авіакомпанія   | Пункт призначення                                                    |
| -------------- | -------------------------------------------------------------------- |
| Aeroflot       | Москва-Шереметьєво                                                   |
| IrAero         | Челябінськ, Іркутськ, Новосибірськ, Омськ                            |
| Izhavia        | Іжевськ, Краснодар, Сімферополь, Сургут                              |
| RusLine        | Красноярськ-Ємельяново, Єкатеринбург                                 |
| S7 Airlines    | Москва-Домодєдово, Новосибірськ                                      |
| Somon Air      | Худжанд                                                              |
| Ural Airlines  | Душанбе, Гянджа, Худжанд, Москва-Жуковський, Ош, Уфа Сезонний: Анапа |
| UTair Aviation | Ханти-Мансійськ, Краснодар, Москва-Внуково, Тюмень Сезонний: Анапа   |
| UVT Aero       | Бугульма, Калінінград, Казань                                        |
| Yamal Airlines | Новосибірськ, Тюмень                                                 |

## Наземний транспорт
З Нижньовартовська в аеропорт ходить чотири міських автобусних маршрути:
- 4 (Аеропорт - сел. «У Північної Рощі»);
- 9 (Аеропорт - ринок «Старовартовський»);
- 15 (Залізничний вокзал - аеропорт);
- 21 (Аеропорт - Залізничний вокзал - ДРСУ).

## Ресурси Інтернету
- Офіційний сайт аеропорту Нижньовартовськ [Архівовано 7 серпня 2007 у Wayback Machine.]